# Sri-lankische Frauen-Cricket-Nationalmannschaft in Irland in der Saison 2024
Die Tour der sri-lankischen Frauen-Cricket-Nationalmannschaft nach Irland in der Saison 2024 fand vom 11. bis zum 20. August 2024 statt. Die internationale Cricket-Tour war Bestandteil der internationalen Cricket-Saison 2024 und umfasste drei WODIs und zwei WTwenty20s. Die WODIs waren Teil der ICC Women’s Championship 2022–2025. Die WTwenty20-Serie endete 1–1 unentschieden, während Irland die WODI-Serie mit 2–1 gewinnen konnte.

## Vorgeschichte
Irland spielte zuvor eine Heimtour gegen Thailand, Sri Lanka gegen den West Indies. Es war das erste Aufeinandertreffen der beiden Mannschaften bei einer Tour.

## Stadion
Die folgenden Stadien wurden für die Tour ausgewählt.
| Stadion       | Stadt   | Kapazität | Spiele       |
| ------------- | ------- | --------- | ------------ |
| Stormont      | Belfast | 7.000     | 1. – 3. WODI |
| Sydney Parade | Dublin  |           | 1. & 2. WT20 |

## Kaderlisten
Irland benannte seine Kader am 24. Juli 2024.
Sri Lanka benannte seine Kader am 3. August 2024.
| WODI | WODI | WTwenty20 | WTwenty20 |
| Irland | Sri Lanka | Irland | Sri Lanka |
| --- | --- | --- | --- |
| - Laura Delany (K) - Gaby Lewis (VK) - Orla Prendergast (VK) - Ava Canning - Alana Dalzell - Amy Hunter (wk) - Arlene Kelly - Joanna Loughran (wk) - Aimee Maguire - Leah Maguire - Leah Paul - Una Raymond-Hoey - Freya Sargent - Rebecca Stokell - Alice Tector | - Chamari Athapaththu (K) - Nilakshi de Silva - Kavisha Dilhari - Shashini Gimhani - Vishmi Gunaratne - Ama Kanchana - Kawya Kavindi - Achini Kulasuriya - Sugandika Kumari - Sachini Nisansala - Kaushini Nuthyangana (wk) - Hasini Perera - Udeshika Prabodhani - Inoshi Priyadharshani - Harshitha Samarawickrama - Anushka Sanjeewani (wk) | - Laura Delany (K) - Ava Canning - Christina Coulter-Reilly (wk) - Alana Dalzell - Amy Hunter (wk) - Arlene Kelly - Gaby Lewis - Jane Maguire - Cara Murray - Leah Paul - Orla Prendergast - Una Raymond-Hoey - Freya Sargent - Rebecca Stokell | - Anushka Sanjeewani (K, wk) - Nilakshi de Silva - Kavisha Dilhari - Shashini Gimhani - Vishmi Gunaratne - Ama Kanchana - Kawya Kavindi - Achini Kulasuriya - Sugandika Kumari - Sachini Nisansala - Kaushini Nuthyangana (wk) - Hasini Perera - Udeshika Prabodhani - Inoshi Priyadharshani - Harshitha Samarawickrama |

## Women’s Twenty20 International

### Erstes WTwenty20 in Dublin
| 11. August Scorecard | Dublin | Irland 145-6 (20)               | – | Sri Lanka 149-3 (16.4) |
|                      |        | Sri Lanka gewinnt mit 7 Wickets |   |                        |

Sri Lanka gewann den Münzwurf und entschied sich als Feldmannschaft zu beginnen. Für Irland bildeten die Eröffnungs-Batterinnen Amy Hunter und Gaby Lewis eine Partnerschaft. Hunter erzielte 17 Runs und die ihr folgende Orla Prendergast 29 Runs. Daraufhin kam Laura Delany ins Spiel und Lewis schied nach 39 Runs aus. Delany formte eine weitere Partnerschaft mit Rebecca Stokell, bevor sie nach 25 Runs ihr Wicket verlor. Stokell erzielte bis zum Ende des Innings 21* Runs und erhöhte die Vorgabe auf 146 Runs. Beste sri-lankische Bowlerin war Inoshi Priyadharshani mit 2 Wickets für 35 Runs. Für Sri Lanka formten die Eröffnungs-Batterinnen Vishmi Gunaratne und Harshitha Samarawickrama eine Partnerschaft. Gunaratne erreichte 30 Runs und die ihr folgende Anushka Sanjeewani konnte 12 Runs erzielen. Samarawickrama konnte daraufhin die Vorgabe im 17. Over einholen und erzielte dabei ein Fifty über 86* Runs. Die irischen Wickets erzielten Laura Delany, Arlene Kelly und Freya Sargent. Als Spielerin des Spiels wurde Harshitha Samarawickrama ausgezeichnet.

### Zweites WTwenty20 in Dublin
| 13. August Scorecard | Dublin | Irland 173-3 (20)         | – | Sri Lanka 166-7 (20) |
|                      |        | Irland gewinnt mit 7 Runs |   |                      |

Irland gewann den Münzwurf und entschied sich als Schlagmannschaft zu beginnen. Für Irland formte die Eröffnungs-Batterin Gaby Lewis zusammen mit der dritten Schlagfrau Orla Prendergast eine Partnerschaft. Prendergast gelangen 38 Runs, während Lewis mit dem letzten Ball des Innings ihr Wicket nach einem Century über 119 Run aus 75 Bällen erzielte. Die sri-lankischen Wickets erzielte Shashini Gimhani und Achini Kulasuriya. Für Sri Lanka bildete Eröffnungs-Batterin Harshitha Samarawickrama mit der dritten Schlagfrau Hasini Perera eine Partnerschaft. Perera erreichte 10 Runs und wurde gefolgt durch Kavisha Dilhari. Samarawickrama schied nach einem Fifty über 65 Runs aus, woraufhin Nilakshika Silva 10 und Ama Kanchana 11 Runs erreichten. Dilhari beendete das Innings ungeschlagen nach einem Fifty über 51* Runs. Beste irische Bowlerinnen mit jeweils zwei Runs waren Orla Prendergast mit 2 Wickets für 28 Runs und Freya Sargent mit 2 Wickets für 36 Runs. Als Spielerin des Spiels wurde Gaby Lewis ausgezeichnet.

## Women’s One-Day Internationals

### Erstes WODI in Belfast
| 16. August Scorecard | Belfast | Sri Lanka 260-8 (50)         | – | Irland 261-7 (49.2) |
|                      |         | Irland gewinnt mit 3 Wickets |   |                     |

Irland gewann den Münzwurf und entschied sich als Feldmannschaft zu beginnen. Für Sri Lanka formte Eröffnungs-Batterin Vishmi Gunaratne zusammen mit der dritten Schlagfrau Harshitha Samarawickrama eine Partnerschaft. Samarawickrama erreichte 19 Runs, woraufhin Hasini Perera aufs Feld kam. Gunaratne gelang ein Century über 101 Runs aus 98 Runs und ihre Nachfolgerin Kavisha Dilhari konnte 16 Runs erzielen. Perere schied kurz darauf nach 46 Runs aus bevor Nilakshika Silva und Anushka Sanjeewani eine Partnerschaft formten. Silva erreichte 13 Runs, woraufhin Sachini Nisansala ins Spiel kam. Sanjeewani gelangen 17 und die ihr folgende Sugandika Kumari erzielte 18 Runs. Nisansala beendete das Innings ungeschlagen nach 17* Runs und erhöhte so die Vorgabe auf 261 Runs. Beste irische Bowlerin war Orla Prendergast mit 3 Wickets für 25 Runs. Für Irland formte Eröffnungs-Batterin Sarah Forbes zusammen mit der dritten Schlagfrau Amy Hunter eine Partnerschaft. Forbes erreichte 30 Run und wurde gefolgt durch Orla Prendergast. Hunter schied nach 42 Runs aus, woraufhin Rebecca Stokell 19 und Arlene Kelly 12 Runs erzielten. Prendergast konnte daraufhin die Vorgabe nach einem ungeschlagenen Century über 122 Runs aus 107 Bällen einholen. Beste sri-lankische Bowlerin war Kavisha Dilhari mit 4 wickets für 54 Runs. Als Spielerin des Spiels wurde Orla Prendergast ausgezeichnet.

### Zweites WODI in Belfast
| 18. August Scorecard | Belfast | Irland 255-5 (50)          | – | Sri Lanka 240 (48) |
|                      |         | Irland gewinnt mit 15 Runs |   |                    |

Sri Lanka gewann den Münzwurf und entschied sich als Feldmannschaft zu beginnen. Für Irland formte Eröffnungs-Batterin Christina Coulter-Reilly zusammen mit der dritten Schlagfrau Amy Hunter eine Partnerschaft. Coulter-Reilly schied nach 24 Runs aus und wurde gefolgt durch Leah Paul. Hunter gelang ein Fifty über 66 Runs und wurde ersetzt durch Rebecca Stokell. Paul konnte ebenfalls ein Fifty über 81 Runs erzielen, woraufhin Stokell das Innings nach 53* Runs ungeschlagen beendete und die Vorgabe auf 256 Runs erhöhte. Beste sri-lankische Bowlerinnen waren Kavisha Dilhari mit 2 Wickets für 35 Runs und Achini Kulasuriya mit 2 Wickets für 48 Runs. Für Sri Lanka begannen die Eröffnungs-Batterin Chamari Athapaththu mit der dritten Schlagfrau Harshitha Samarawickrama. Athapaththu gelangen 22 Runs und die hineinkommende Kavisha Dilhari konnte ein Fifty über 53 Runs erzielen. Nachdem Hasini Perera ins Spiel gekommen war, verlor Samarawickrama nach einem Century über 105 Runs aus 124 Bällen ihr Wicket. Daraufhin kam Nilakshika Silva ins Spiel und Perera schied nach 14 Runs aus. Das letzte Wicket des Innings fiel im vorletzten Over als Silva bei 24* Runs stand, was nicht ausreichte um die Vorlage einzuholen. Beste irische Bowlerin war Arlene Kelly mit 3 Wickets für 41 Runs. Als Spielerin des Spiels wurde Leah Paul ausgezeichnet.

### Drittes WODI in Belfast
| 20. August Scorecard | Belfast | Irland 122 (46.3)               | – | Sri Lanka 123-2 (23.1) |
|                      |         | Sri Lanka gewinnt mit 8 Wickets |   |                        |

Sri Lanka gewann den Münzwurf und entschied sich als Feldmannschaft zu beginnen. Irland verlor früh vier Wickets, bevor Leah Paul und Arlene Kelly eine Partnerschaft formten. Paul erreichte 19 Runs und wurde gefolgt durch Alice Tector. Kelly schied daraufhin nach 35 Runs aus, woraufhin Freya Sargent aufs Feld kam. Nachdem Tector 17 Runs erreichte und Aimee Maguire aufs Feld gekommen war, verlor Sargent das letzte Wicket des inning nach 16 Runs. Maguire hatte bis dahin 10* Runs erreicht. Beste sri-lankische Bowlerinnen waren Chamari Athapaththu mit 3 Wickets für 15 Runs und Achini Kulasuriya mit 3 Wickets für 35 Runs. Für Sri Lanka formten Eröffnungs-Batterin Chamari Athapaththu und die dritte Schlagfrau Harshitha Samarawickrama eine Partnerschaft. Athapaththu schied nach 48 Run aus und wurde durch Kavisha Dilhari ersetzt. Samarawickrama (48* Runs) und Dilhari (10* Runs) konnten dann im 24. Over die Vorgabe einholen. Die irischen Wickets erzielten Ava Canning und Freya Sargent. Als Spielerin des Spiels wurde Chamari Athapaththu ausgezeichnet.

## Auszeichnungen

### Player of the Series
Als Player of the Series wurden der folgende Spieler ausgezeichnet.
| Serie | Player of the Series |
| ----- | -------------------- |
| WODI  | Arlene Kelly         |
| WT20  | Gaby Lewis           |

### Player of the Match
Als Player of the Match wurden die folgenden Spielerinnen ausgezeichnet.
| Spiel   | Player of the Match      |
| ------- | ------------------------ |
| 1. WODI | Orla Prendergast         |
| 2. WODI | Leah Paul                |
| 3. WODI | Chamari Athapaththu      |
| 1. WT20 | Harshitha Samarawickrama |
| 2. WT20 | Gaby Lewis               |